# Hervé Thuet
Hervé Robert Thuet, nascido em 3 de fevereiro de 1971, é um ciclista francês. Especialista da velocidade, foi medalhado de prata da velocidade por equipas aos campeonatos mundiais de 1995 a Bogotá com Benoît Vêtu e Florian Rousseau, e medalhado de bronze no ano seguinte a Manchester com Rousseau e Laurent Gané.

## Palmarés

### Campeonatos mundiais
- Bogotá 1995
  -  Medalhista de prata da velocidade por equipas
- Manchester 1996
  -  Medalhista de bronze da velocidade por equipas

### Copa do mundo
- 1995
  - 1.º da velocidade por equipas em Atenas
- 1996
  - 2.º do quilómetro em Havana
- 1997
  - 2.º da velocidade por equipas a Trexlertown
  - 3.º do quilómetro em Cali
- 1998
  - 1.º do quilómetro em Hyères
  - 1.º da velocidade por equipas a Hyères
- 1999
  - 1.º do quilómetro em México
- 2000
  - 1.º do quilómetro em Moscovo
- 2001
  - 2.º do quilómetro em Cali
  - 3.º do quilómetro Szczecin
- 2002
  - 3.º do quilómetro em Cali